# Centrarchus
Centrarchus is een geslacht van zoetwatervissen met één soort: Centrarchus macropterus.

De vissoort hoort tot de familie van de zonnebaarzen (Centrarchidae) en de orde Perciformes.

## Kenmerken
Het zijn kleine visjes (gemiddeld 13 cm lang, maximaal 29,2 cm).

## Verspreiding en leefgebied
Deze vissoort komt verspreid voor in zoet water in de Verenigde Staten vanaf het zuiden van Illinois tot in Texas en in het stroomgebied van de rivier de Potomac. De vis houdt zich bij voorkeur op in kleine, met waterplanten begroeide wateren met een modderbodem.

## Naamgeving
Centrarchus macropterus werd in 1801 beschreven in het geslacht Labrus (lipvissen), maar is in 1829 afgesplitst en kreeg de geslachtsnaam Centrarchus, een naam die is afgeleid van het Griekse κέντρον (midden, de "spits") en άρχος (heerser). Het soortachtervoegsel macropterus komt van μακρόν πτερόν (lange vin).

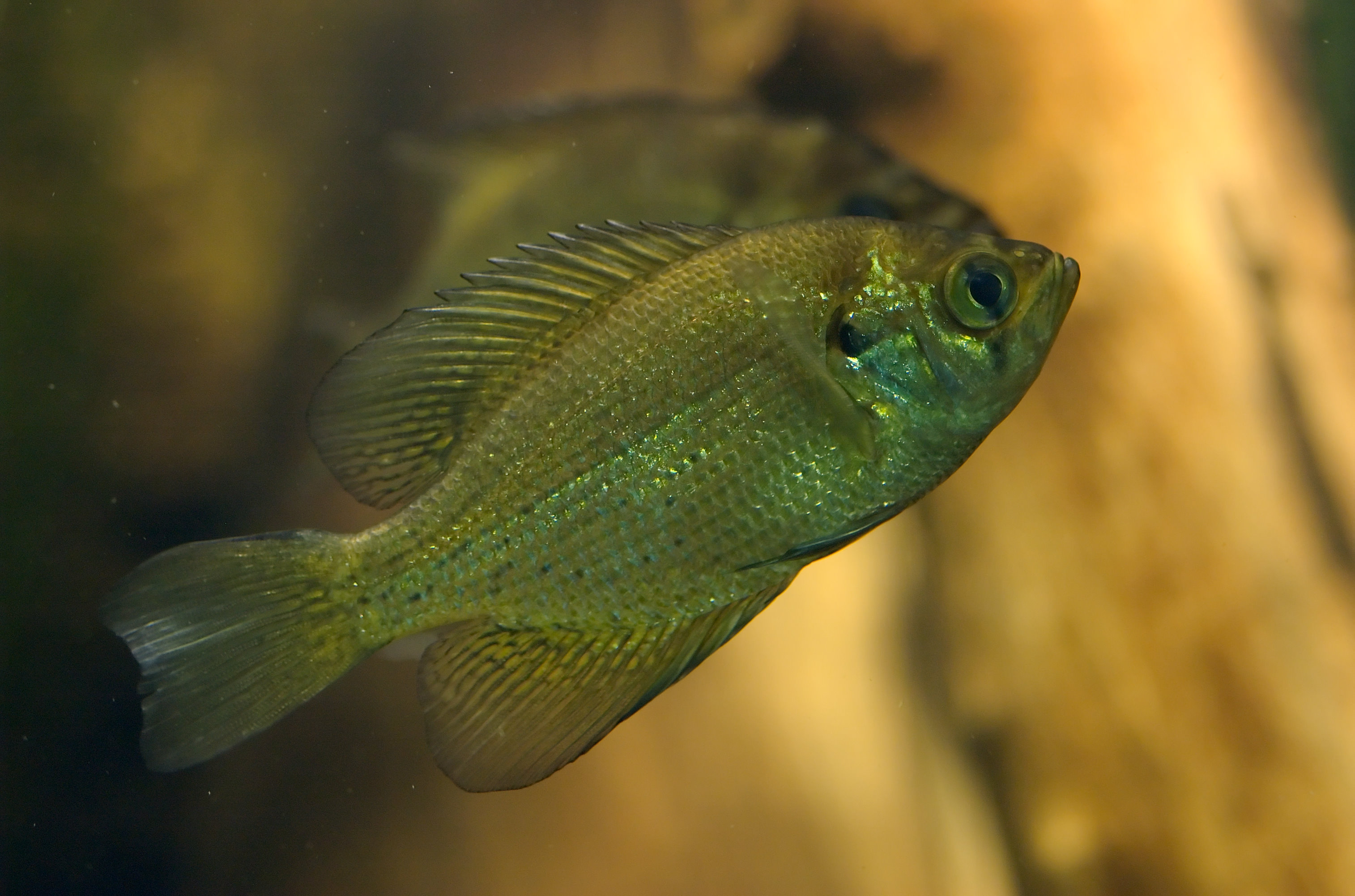
Centrarchus macropterus